# Султангареев, Рашит Гимранович
Рашит Гимранович Султангареев (баш. Рәшит Ғимран улы Солтангәрәев; 25 декабря 1935 или 15 декабря 1935, Таймасово, Башкирская АССР — 5 ноября 2000, Уфа) — башкирский писатель, публицист. Лауреат Республиканской премии имени Салавата Юлаева (1978).

## Биография
Родился 15 декабря 1935 года в деревне Таймасово (ныне Куюргазинского района Башкортостана). В 1941 году умер его отец Гимран. В семье были три дочери и сын Рашит, которому приходилось с 9 лет уже выполнять работу взрослых мужчин.
После окончания средней школы Рашит Султангареев стал заведующим сельской библиотекой.
В 1958 году окончил историко-филологический факультет Башкирского государственного университета (ныне Уфимский университет науки и технологий).
С 1959 года является редактором студии республиканского комитета по радио и телевидению.
В 1965—1970 гг. работает литературным сотрудником, заведующим отдела литературы в редакции газеты «Совет Башкортостаны».
В 1975 году заканчивает Высшие литературные курсы при Союзе писателей СССР.
В 1978 году за книги «Теплый дождь» и «Дорогой нефтяников» был награждён Республиканской премией БАССР имени Салавата Юлаева.
В 1978—1983 гг. — литературный консультант в Союзе писателей Башкирской АССР, а с 1983 года был заведующим отдела редакции журнала «Агидель».
Скончался 5 ноября 2000 года, похоронен в родной деревне.

## Творчество
Автор более 20 книг. В 1967 году был опубликован первый сборник рассказов «Родной дом» («Тыуған йорт»). В 1970 году выходит вторая книга «Ивы, ивы…». Большую популярность получила повесть «Теплый дождь», посвященная нелегкой жизни нефтяников.
Произведения Султангареева были переведены на русский, татарский, узбекский, чувашский, казахский и другие языки, выпускались отдельными книгами. Также известен как публицист. В 1982 году на киностудии «Казахфильм» был выпущен короткометражный фильм по рассказу Рашита Султангареева «Незваный зять».

## Память
- Средняя общеобразовательная школа села Новотаймасово носит имя Рашита Султангареева[6]. При школе имеется музей, где хранятся его личные вещи.
- Регулярно проводится республиканский литературный конкурс имени писателя Рашита Султангареева на лучший рассказ[7].